# Lemoore
Lemoore, anciennement La Tache et Lee Moore's, est une ville du comté de Kings en Californie, aux États-Unis.

## Personnalités liées
- Seth Ferranti, journaliste et écrivain américain, né à Lemoore

## Démographie
| 1880 | 1890 | 1910  | 1920  | 1930  | 1940  |
| ---- | ---- | ----- | ----- | ----- | ----- |
| 463  | 651  | 1 000 | 1 355 | 1 399 | 1 711 |

| 1950  | 1960  | 1970  | 1980  | 1990   | 2000   |
| ----- | ----- | ----- | ----- | ------ | ------ |
| 2 153 | 2 561 | 4 219 | 8 832 | 13 622 | 19 712 |

| 2010   | - | - | - | - | - |
| ------ | - | - | - | - | - |
| 24 531 | - | - | - | - | - |